# Sung Ching-yang
Sung Ching-Yang (Taipei, 18 oktober 1992) is een Taiwanees inlineskater en langebaanschaatser gespecialiseerd in de sprint. In internationale competities komt hij uit onder de vlag van Chinees Taipei.

## Biografie
Sung maakte zijn debuut op het WK Junioren 2008 op de provinciale ijsbaan van Jilin te Changchun. In november 2010 won Sung twee gouden medailles op de Aziatische Spelen 2010 in China. op de 300 meter tijdrit en de 500 meter sprint. Op de wereldkampioenschappen inline-skaten 2011 in Zuid-Korea won hij de bronzen medaille op de 200 meter tijdrit. Zoals veel inliners probeerde Sung het ook op de schaats. Op de wereldkampioenschappen schaatsen junioren 2012 werd hij achtste op de 500 meter.
Bij de senioren maakte hij zijn debuut op de ijsbaan in Nagano bij de wereldbeker schaatsen 2012/2013 - 500 meter mannen, hier reed hij in de B-groep en slaagde er niet in wereldbekerpunten te pakken. Dat lukte wel op 10 november 2013 tijdens de wereldbeker schaatsen 2013/2014 - 500 meter mannen in Calgary met een nieuw persoonlijk record: 34,92. In twee maanden reed hij ruim twee seconden van zijn beste tijd af, promoveerde hij naar de A-groep en zette met 34,64 een scherp nationaal record neer. Bij het schaatsen op de Winteruniversiade 2013 won Sung brons op de 1000 meter.
In Sotsji vertegenwoordigde Sung Chinees Taipei op de Olympische Winterspelen 2014, hij reed de 500 en 1000 meter waar hij in de achterhoede eindigde.

## Persoonlijke records
| Afstand    | Tijd    | Datum            | Baan            |
| ---------- | ------- | ---------------- | --------------- |
| 500 meter  | 0 34,64 | 15 november 2013 | Salt Lake City  |
| 1000 meter | 1.08,83 | 16 november 2013 | Salt Lake City  |
| 1500 meter | 1.57,83 | 15 december 2013 | Baselga di Pinè |
| 3000 meter | 4.21,00 | 22 februari 2008 | Changchun       |

## Resultaten
| Jaar | Olympische Spelen  | WK Junioren             |
| ---- | ------------------ | ----------------------- |
| 2008 |                    | NC38 (32e, 42e, 37e, -) |
| 2009 |                    |                         |
| 2010 |                    |                         |
| 2011 |                    |                         |
| 2012 |                    | 8e 500m 16e 1000m       |
| 2013 |                    |                         |
| 2014 | 33e 500m 40e 1000m |                         |
| 2015 |                    |                         |
| 2016 |                    |                         |
| 2017 |                    |                         |
| 2018 | 34e 500m           |                         |